# نودلمان-ريختر إن.أر-23
النودلمان-ريختر إن.أر-23 (روسية: Нудельман-Рихтер НР–23) هو مدفع رشاش سوفييتي استخدم على نطاق واسع في الطائرات الحربية السوفييتية وطائرات دول حلف وارسو والدول المتحالفة مع الاتحاد السوفييتي. طور النودلمان-ريختر إن.أر-23 ليحل محل مدفع الحرب العالمية الثانية نودلمان-سورانوف إن.إس-23.
ودخل الخدمة عام 1949.

## وصف المدفع
الإن.أر-23 هو مدفع ذو ماسورة واحدة، قصير الارتداد يطلق طلقة 23 مم. يعد شبيها بالمدفع إن.إس-23 ولكن مع تحسينات في الأداء الميكانيكي مما زاد من معدل إطلاق النار بمقدار 50%. كان معدل الإطلاق النظري للمدفع 850 طلقة/الدقيقة، لكن أدعى الأمريكيون أن القوات الجوية الأمريكية قد قامت باختبار المدفع (بعد الحصول عليه ضمن الأسلحة السوفييتية المستولى عليها) واستطاع ان يطلق 650 طلقة/دقيقة فقط.
استبدل الإن.أر-23 بعد ذلك بمدفع أخر هو الإيه.إم-23 والذي كان معدله لإطلاق النار أعلى. استخدم الإيه.إم-23 في الدفاع عن القاذفات. واعتمدت نظرية عمله على الغاز. كان وزنه 43 كجم واستطاع تحقيق معدل إطلاق نار 1200-1300 طلقة/دقيقة.
صنعت جمهورية الصين الشعبية نسخا من كلا الطرازين من المدفع حيث أطلق عليه اسم نورينكو تايب 23-1 (الإن.أر-23) وتايب 23-2 (الإيه.إم-23).

## استخدامات المدفع
استخدم الإن.أر-23 بشكل أساسي في الطائرات المقاتلة مثل الميج-15، لا-15، الميج-17 وبعض طرازات الميج-19. اما الإيه.إم-23 فاستخدم للدفاع عن قاذفات القنابل وطائرات النقل مثل أنتونوف أن-12، إليوشن إل-28، توبوليف تو-14، توبوليف تو-16، توبوليف تو-22، توبوليف تو-95 توبوليف تي يو-142 والتوبوليف تو-98.
بالنظر إلى العدد الكبير من الطائرات التي استخدم فيها وعدد مستخدمينه الكثر، كان الآن.أر-23 من أكثر المدافع استخداما في يومه. في منتصف الستينات بدأ استبداله بالمدفع ثنائي المواسير جريازيف-شيبانوف جي.إس.إتش-23.
استخدمت نفس ميكانيكية الآن.أر-23 لإنتاج المدفع الأضخم الإن.أر-30 والذي استخدم في طائرة الميج-19 وبعض نماذج الميج-21.